# Serie A 1968-1969 (rugby a 15)
La serie A 1968-69 fu il 39º campionato nazionale italiano di rugby a 15 di prima divisione.
Si tenne dal 6 ottobre 1968 al 27 aprile 1969 tra 12 squadre a girone unico e vide l'imbattuta L’Aquila vincere il suo secondo titolo.
Fu, quello, l'ultimo scudetto vinto da una squadra dell'Italia centro-meridionale prima di una dominazione del Veneto che durò fino al 1990: in 21 stagioni Treviso, Petrarca e Rovigo vinsero insieme 18 titoli, e solo la stessa L'Aquila (2 volte) e il Brescia interruppero tale supremazia in detto periodo.
Al termine della stagione l'Olimpic '52 fu incorporato nella promuovenda Rugby Roma; a retrocedere in serie B furono invece il CUS Milano e il Brescia.

## Squadre partecipanti
- L’Aquila
- Brescia
- CUS Milano
- CUS Roma (sponsorizzata Buscaglione)
- Esercito (Napoli)
- Fiamme Oro (Padova)

- Olimpic '52 (Roma)
- Parma
- Partenope (sponsorizzata Ignis)
- Petrarca
- Rovigo
- Treviso (sponsorizzata Metalcrom)

## Risultati
|      | 1ª/12ª giornata       |      |
| ---- | --------------------- | ---- |
| 3-21 | Esercito - L'Aquila   | 3-33 |
| 13-5 | Petrarca - CUS Milano | 15-3 |
| 14-3 | CUS Roma - Partenope  | 5-24 |
| 0-12 | Brescia - Fiamme Oro  | 5-19 |
| 27-3 | Treviso - Rovigo      | 6-0  |
| 13-9 | Parma - Olimpic '52   | 3-11 |

|      | 4ª/15ª giornata          |      |
| ---- | ------------------------ | ---- |
| 14-5 | L'Aquila - Treviso       | 16-6 |
| 9-5  | CUS Milano - Olimpic '52 | 3-3  |
| 9-3  | Petrarca - Parma         | 16-0 |
| 12-8 | CUS Roma - Brescia       | 13-3 |
| 6-3  | Rovigo - Partenope       | 6-9  |
| 6-8  | Esercito - Fiamme Oro    | 0-3  |

|      | 7ª/18ª giornata          |      |
| ---- | ------------------------ | ---- |
| 3-8  | CUS Roma - L'Aquila      | 0-14 |
| 20-3 | Fiamme Oro - Olimpic '52 | 12-6 |
| 12-8 | Partenope - CUS Milano   | 9-0  |
| 5-28 | Brescia - Petrarca       | 3-22 |
| 9-0  | Treviso - Esercito       | 6-3  |
| 11-5 | Parma - Rovigo           | 3-6  |

|       | 10ª/21ª giornata      |      |
| ----- | --------------------- | ---- |
| 0-0   | L'Aquila - Fiamme Oro | 3-0  |
| 14-12 | Petrarca - Esercito   | 15-0 |
| 0-3   | Rovigo - CUS Roma     | 0-27 |
| 0-0   | Olimpic '52 - Brescia | 11-0 |
| 9-6   | Partenope - Treviso   | 8-33 |
| 6-3   | CUS Milano - Parma    | 8-23 |

|       | 2ª/13ª giornata        |      |
| ----- | ---------------------- | ---- |
| 3-9   | Rovigo - L'Aquila      | 3-47 |
| 15-12 | Fiamme Oro - CUS Roma  | 6-3  |
| 16-9  | CUS Milano - Treviso   | 6-37 |
| 3-0   | Partenope - Esercito   | 6-6  |
| 0-3   | Olimpic '52 - Petrarca | 3-9  |
| 12-6  | Parma - Brescia        | 13-5 |

|      | 5ª/16ª giornata        |       |
| ---- | ---------------------- | ----- |
| 6-6  | Partenope - L'Aquila   | 0-3   |
| 3-6  | Fiamme Oro - Petrarca  | 3-0   |
| 9-11 | Brescia - Treviso      | 14-20 |
| 3-16 | Parma - CUS Roma       | 6-3   |
| 19-5 | Rovigo - CUS Milano    | 6-0   |
| 11-8 | Olimpic '52 - Esercito | 0-0   |

|      | 8ª/19ª giornata        |      |
| ---- | ---------------------- | ---- |
| 0-0  | Petrarca - L'Aquila    | 0-11 |
| 14-0 | Olimpic '52 - CUS Roma | 3-3  |
| 8-6  | Partenope - Fiamme Oro | 3-3  |
| 6-9  | CUS Milano - Esercito  | 6-35 |
| 6-3  | Rovigo - Brescia       | 9-6  |
| 5-8  | Parma - Treviso        | n.d. |

|      | 11ª/22ª giornata        |      |
| ---- | ----------------------- | ---- |
| 3-10 | Parma - L'Aquila        | 3-27 |
| 0-3  | Treviso - Petrarca      | 0-6  |
| 9-0  | Fiamme Oro - Rovigo     | 5-12 |
| 6-11 | Olimpic '52 - Partenope | 8-16 |
| 3-6  | CUS Milano - CUS Roma   | 3-61 |
| 9-3  | Esercito - Brescia      | 6-16 |

|      | 3ª/14ª giornata        |       |
| ---- | ---------------------- | ----- |
| 6-6  | L'Aquila - Olimpic '52 | 20-12 |
| 8-6  | Treviso - Fiamme Oro   | 3-16  |
| 3-0  | Petrarca - Rovigo      | 6-6   |
| 14-0 | Partenope - Parma      | 3-3   |
| 17-8 | CUS Roma - Esercito    | 13-14 |
| 3-3  | Brescia - CUS Milano   | 3-0   |

|      | 6ª/17ª giornata         |      |
| ---- | ----------------------- | ---- |
| 23-0 | L'Aquila - Brescia      | 17-0 |
| 6-0  | Petrarca - Partenope    | 6-5  |
| 9-6  | Olimpic '52 - Rovigo    | 6-3  |
| 19-6 | Esercito - Parma        | 8-9  |
| 0-14 | CUS Milano - Fiamme Oro | 0-14 |
| 6-0  | Treviso - CUS Roma      | 11-5 |

|      | 9ª/20ª giornata       |      |
| ---- | --------------------- | ---- |
| 25-0 | L'Aquila - CUS Milano | 37-6 |
| 11-0 | Fiamme Oro - Parma    | 11-3 |
| 3-3  | CUS Roma - Petrarca   | 3-6  |
| 6-14 | Esercito - Rovigo     | 0-0  |
| 3-3  | Brescia - Partenope   | 8-29 |
| 22-3 | Treviso - Olimpic '52 | 8-12 |

## Classifica
|               |     | Squadra     | G  | V  | N | P  | PF  | PS  | Pt |
| ------------- | --- | ----------- | -- | -- | - | -- | --- | --- | -- |
|               | 1.  | L’Aquila    | 22 | 18 | 4 | 0  | 350 | 62  | 40 |
|               | 2.  | Petrarca    | 22 | 17 | 3 | 2  | 189 | 68  | 37 |
|               | 3.  | Fiamme Oro  | 22 | 15 | 2 | 5  | 196 | 81  | 32 |
|               | 4.  | Partenope   | 22 | 11 | 5 | 6  | 184 | 142 | 27 |
|               | 5.  | Treviso     | 22 | 13 | 0 | 9  | 241 | 160 | 26 |
|               | 6.  | CUS Roma    | 22 | 9  | 2 | 11 | 222 | 161 | 20 |
|               | 7.  | Olimpic '52 | 22 | 7  | 5 | 10 | 141 | 175 | 19 |
|               | 8.  | Rovigo      | 22 | 8  | 2 | 12 | 113 | 203 | 18 |
|               | 9.  | Parma       | 22 | 7  | 1 | 14 | 125 | 217 | 15 |
|               | 10. | Esercito    | 22 | 5  | 3 | 14 | 155 | 219 | 13 |
| Retrocessione | 11. | CUS Milano  | 22 | 3  | 2 | 17 | 96  | 361 | 8  |
| Retrocessione | 12. | Brescia     | 22 | 2  | 3 | 17 | 103 | 278 | 7  |

## Verdetti
- L’Aquila: campione d'Italia
- CUS Milano, Brescia : retrocesse in serie B